# Lena Blomqvist
För fotbollsspelaren med samma namn, se Lena Blomkvist (född 1990)
Lena Erica Blomqvist, född 26 juni 1945 i Gränna stadsförsamling i Jönköpings län, är en svensk målare och tecknare.
Lena Blomqvist har efter utbildning på Konstfack utfört verk i dämpad avstämd kolorit och "klara levande levande ljusspel som förandligar stämningen i enkla vardagssituationer". Hon finns representerad vid Statens konstråd, Jönköpings läns landsting, Kristianstads läns landsting och olika kommuner.
Hon är dotter till plantskoleeägaren Alvar Blomqvist och konstnären Erica Cabbe.